# Continu dialectal

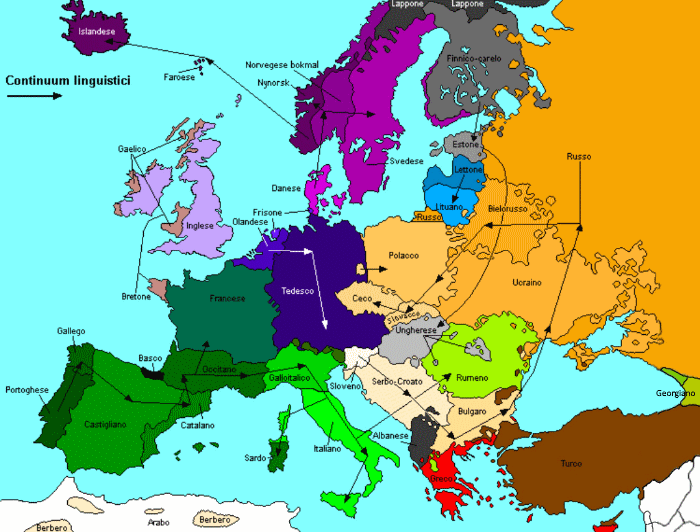
Els continus dialectals més importants d'Europa. Els colors semablants indiquen les llengües que pertanyen al mateix continu dialectal. Les fletxes indiquen les direccions de la continuïtat.
----
Llengües romàniques
Llengües germàniques occidentals
Llengües escandinaves
Llengües eslaves

Mapa dels principals continus dialectals a Europa a mitjans del.

Un continu dialectal o continuum dialectal és un conjunt de varietats lingüístiques parlades en territoris adjacents, amb lleus diferències a les zones contigües i amb mútua intel·ligibilitat que decreix a mesura que augmenta la distància, arribant fins i tot a desaparèixer la intel·ligibilitat entre les variants més distants. D'aquesta manera dues llengües acceptades com a diferents poden tenir entre si un conjunt de dialectes intermediaris sense perdre en cap cas la intel·ligibilitat successiva. Un continu dialectal pot desaparèixer en fragmentar-se per causa de l'extinció de dialectes intermediaris a conseqüència del reforçament d'un o diversos d'aquests dialectes en llengües estàndard.

## Llengües romàniques
La branca italooccidental de les llengües romàniques, que comprèn el castellà, el romanx, l'italià, l'occità, el català, el francès, l'aragonès, l'asturià, el lleonès, el gallec, el portuguès, així com d'altres llengües amb pocs parlants (sard, judeocastellà), etc, és presentada molt sovint com a continu dialectal, encara que les llengües més 'grans' tenen uns estàndards lingüístics i literaris propis d'ençà de fa molt de temps i normalment no es consideren dialectes d'una llengua comuna. En aquests darrers segles, sobretot a partir del segle xx, els dialectes intermediaris que existien entre les grans llengües romàniques han anat perdent parlants i en molts casos s'han extingit, ja que els seus parlants han canviat les seves varietats per les varietats dialectals més pròximes als estàndards nacionals més prestigiosos (llengües estatals/nacionals oficials), moltes vegades amb un clar posicionament polític en favor de la preponderància de la llengua nacional. Aquests processos han arribat a posar en perill la supervivència de llengües sense estat amb una llarga trajectòria literària, com és el cas de l'occità a França. Aquest fenomen s'ha produït en major o menor mesura en tots els països de parla romànica occidental, molt sovint amb un clar posicionament polític en pro de la preponderància de la llengua nacional.

## Continu dialectal índic
Les llengües indoàries que es parlen al nord de l'Índia i Pakistan formen un continu dialectal. El que anomenen "hindi" a l'Índia és de fet l'hindi estandarditzat, la versió sanscrititzada de l'hindustànic parlat a l'àrea de Delhi a l'època dels mogols. Tanmateix, el terme hindi es pot usar per a incloure tots els seus dialectes de l'est fins a l'oest del Bihar fins al Rajasthan. L'indoari pràcrit va donar lloc a llengües com l'urdú, gujarati, bengalí, oriya, marathi i panjabi. De tots aquests el panjabi es podria incloure probablement en el continu del nord de l'Índia. El gujarati és també d'alguna manera propenc als dialectes de l'hindi parlats a la regió sudenca del Rajasthan.

## Llengües escandinaves
Les Llengües germàniques septentrionals i dialectes d'escandinàvia són un clàssic exemple de continu dialectal, des dels dialectes suecs de Finlàndia, fins al suec, gotlandès, dalecarlià, dialectes escanians, danès, noruec (bokmål i nynorsk), feroès, islandès, així com molts dialectes locals de les respectives llengües. Les llengües continentals escandinaves (suec, danès i noruec) són prou propenques i intel·ligibles per a poder-se considerar dialectes de la mateixa llengua, mentre les insulars (islandès i feroès) no són immediatament intel·ligibles per als altres parlants escandinaus.

## Germànic occidental continental
Els molts dialectes que componen l'holandès, baix alemany, alemany i alemany suís formen un continu dialectal amb dos estàndards literaris reconeguts. Encara que el neerlandès i l'alemany estàndard són mútuament intel·ligibles fins a un cert punt, hi ha molts dialectes transicionals, com el limburguès, parlat en certes parts d'Països Baixos i Bèlgica, i els dialectes baix fràncics al costat de la frontera amb Alemanya.
Encara que són part d'aquest continu dialectal, els dialectes baix saxons nòrdics es troben en molts aspectes més lluny de l'alt alemany/suís alemany que de l'anglès; mantenen enllaços per mitjà d'una cadena de dialectes intermediaris, mútuament intel·ligibles entre veïns, mentre l'anglès roman l'única llengua germànica occidental separada del continu continental: la seva situació insular influencià en el seu desenvolupament independent de les llengües continentals.
L'anglès antic era originàriament un dialecte germànic occidental importat del continent, i al principi igual que la llengua que es parlava llavors als Països Baixos, Bèlgica i Alemanya, pels emigrants provinents d'aquestes terres que s'establiren a l'illa. Els dialectes insular i continental eren mútuament intel·ligibles aleshores, però amb el pas del temps se separà del continu, i actualment no hi ha una cadena de mútua intel·ligibilitat que connecti l'anglès al continu germànic occidental continental.
Una de les possibles causes podria ser la invasió normanda d'Anglaterra i la subsegüent interferència entre les respectives llengües; tanmateix la insularitat és per si una causa important per al trencament del continu. La llengua continental més semblant a l'anglès és el Frisi, un grup de nombrosos dialectes que es parlen al nord d'holanda i entorn de la frontera amb Alemanya. Malgrat compartir un bàsica mútua intel·ligibilitat amb l'anglès, és molt menys intel·ligible amb l'anglès que amb altres llengües veïnes.

## Llengües eslaves

### Continu eslau septentrional
Una altra xarxa de dialectes és el continu de dialectes eslaus del nord. Aquests dialectes, per raons de tradició s'han separat en dues branques, l'occidental i l'oriental: el rus, belarús, el rutè i l'ucraïnès es reconeixen com a estàndards literaris; tots aquests rodant suaument cap al polonès, l'eslovac i el txec, que estan, al seu torn, connectats amb el sòrab, parlat per les poblacions eslaves d'alemanya oriental. Col·lectivament, aquests dialectes formen un dels dos continus. Aquests dialectes estan geogràficament separats dels dialectes eslaus meridionals per la grans concentracions de població no eslava de Romania, Hongria i Àustria.

### Continu eslau meridional
Un continu dialectal sud eslau caracteritza entre altres al serbocroat. Aquest és una xarxa de grans dialectes i tres estàndard literaris, el bosnià, el croata i el serbi. Aquests dialectes conformarien la branca oriental eslovena dels dialectes eslaus del sud que al seu torn estan emparentats amb una branca occidental que comprendria el búlgar i el macedònic que formen un propi continu dialectal i comparteixen un conjunt de característiques gramaticals que els situa a part de les altres llengües eslaves, amb l'estàndard búlgar basat en els dialectes més orientals, i el macedoni en els més occidentals.

## Continu dialectal de les llengües turqueses
Les llengües turqueses es descriuen molt bé com a continu dialectal. Geogràficament aquest continu comença en els Balcans a l'oest amb el turc balcànic, que inclou el turc a Turquia i l'àzeri a l'Azerbaidjan, s'estén per l'Iran amb l'àzeri i el khalaj, a l'Iraq amb el turcman, a través de l'Àsia central incloent-hi el Turkmenistan, Uzbekistan, el Kazakhstan, Kirguizstan, i regions del sud com Tadjikistan i l'Afganistan. Aquest continu comença al nord de l'Afganistan, i continua en direcció nord fins a Txuvàixia. A l'est s'estén fins a la república de Tuvà, la regió autònoma de Xinjiang a la Xina occidental amb l'uigur i fins a Mongòlia amb el khoton. Tot aquest territori està habitat per poblacions de llengua turquesa. Hi ha tres varietats de llengües turqueses que es troben fora geogràficament d'aquest continu: txuvaix, iacut i dolgan. Aquestes llengües s'han separat geogràficament de les altres llengües turqueses fa un llarg període, fent que el txuvaix sigui la llengua turquesa més divergent. També hi ha parlants de gagaús a Moldàvia i parlants d'urum a Geòrgia.
El continu llengua-dialecte turquès fa que la classificació interna sigui problemàtica. El txuvaix, el khalaj i el iacut es classifiquen generalment com a significativament diferenciat, mentre que les altres llengües turqueses són prou semblants, amb un alt grau de mútua intel·ligibilitat no només entre les llengües geogràficament adjacents, sinó que també entre llengües/dialectes força separats. Estructuralment les llengües turqueses estan molt prop les unes de les altres, i comparteixen característiques bàsiques com a l'ordre de les paraules subjecte objecte verb, l'harmonia vocal i l'aglutinació.

## Àrab
L'àrab és un clàssic cas de diglòssia. La llengua escrita estàndard àrab modern estàndard, està basat en l'àrab clàssic de l'alcorà, mentre que les varietats d'àrab modernes—les quals formen un continu dialectal que va des del Magrib a l'Àfrica nord-occidental passant per Egipte, Sudan, i el Creixent fèrtil fins a la península Aràbiga—han divergit àmpliament de l'àrab clàssic. Degut al fet que l'àrab s'escriu en abjad (un sistema d'escriptura fonètica similar a un alfabet), les diferències entre l'estàndard escrit i els dialectes vernacles es noten també en el llenguatge escrit i per això s'ha d'estudiar l'àrab modern estàndard per a poder escriure'l.

## Xinès
Les diferents varietats del xinès parlat conformen un continu comparable amb el de les llengües romàniques. No obstant, totes les variants comparteixen en certa manera el sistema d'escriptura xinesa amb certes variacions en vocabulari, gramàtica i ortografia.
La llengua escrita compartida per tots els dialectes és el xinès clàssic, en ús fins a principis del segle xx. El dialecte vernacle baihua del nord de la Xina, va anar creixent paral·lelament al xinès clàssic com a estàndard durant un temps abans de l'era moderna. El dialecte estàndard modern el putonghua (conegut com a mandarí), es basa principalment en el baihua.
Existeixen gradacions dins dels propis dialectes entre la pura parla vernacle local i la parla més refinada de la població més educada que incorpora elements de la llengua estàndard o de la llengua escrita. La divergència de les parles xineses es produeix en gran manera a causa del fet que els caràcters de l'escriptura xinesa no estan lligats a la pronunciació com en les escriptures alfabètiques o sil·làbiques. D'aquesta manera un parlant cantonès pot escriure la seva llengua pràcticament igual que un parlant de mandarí, però pronunciar el text d'una manera completament diferent,

## Iran i Àsia central
La llengua persa i els seus dialectes – el persa a l'Iran, el dari a l'Afganistan i el tadjik al Tadjikistan i altres parts de l'antiga Unió Soviètica – representa un continu dialectal. Encara que les formes escrites i oficials de les llengües varien poc d'unes a les altres, el tadjik parlat de l'Uzbekistan pot ser virtualment incomprensible a un parlant persa de les illes del golf pèrsic i viceversa. La divergència del tadjik s'accelerà amb el canvi d'alfabet del perso-àrab al ciríl·lic durant l'època soviètica. Els dialectes occidentals del persa mostren una gran influència de l'àrab i de les llengües turqueses, mentre el dari i el tadjik tendeixen a preservar moltes característiques clàssiques en gramàtica i vocabulari.

## Cree i ojibwa
El cree és un grup estretament relacionat amb les llengües algonquines del Canadà, distribuïdes des d'Alberta fins a Labrador. Aquestes parles del continu dialectal cree-montagnais-naskapi tenen aproximadament 117.410 parlants. Aquestes parles es podrien classificar en nou grans grups. Algunes d'aquestes parles s'usen com a llengües d'instrucció i ensenyament, per exemple el cree de les planures, el cree oriental, el montagnais, etc. La mútua intel·ligibilitat entre alguns dialectes pot ser baixa. No existeix cap dialecte estàndard de Cree acceptat.
L'idioma ojibwa és un altre grup estretament relacionat amb les llengües algonquines del Canadà que es distribueix des de la Colúmbia Britànica fins al Quebec, i als Estats Units, des de Montana fins a Michigan, amb les comunitats en diàspora de Kansas i Oklahoma.